# St. Gallus (Großsorheim)

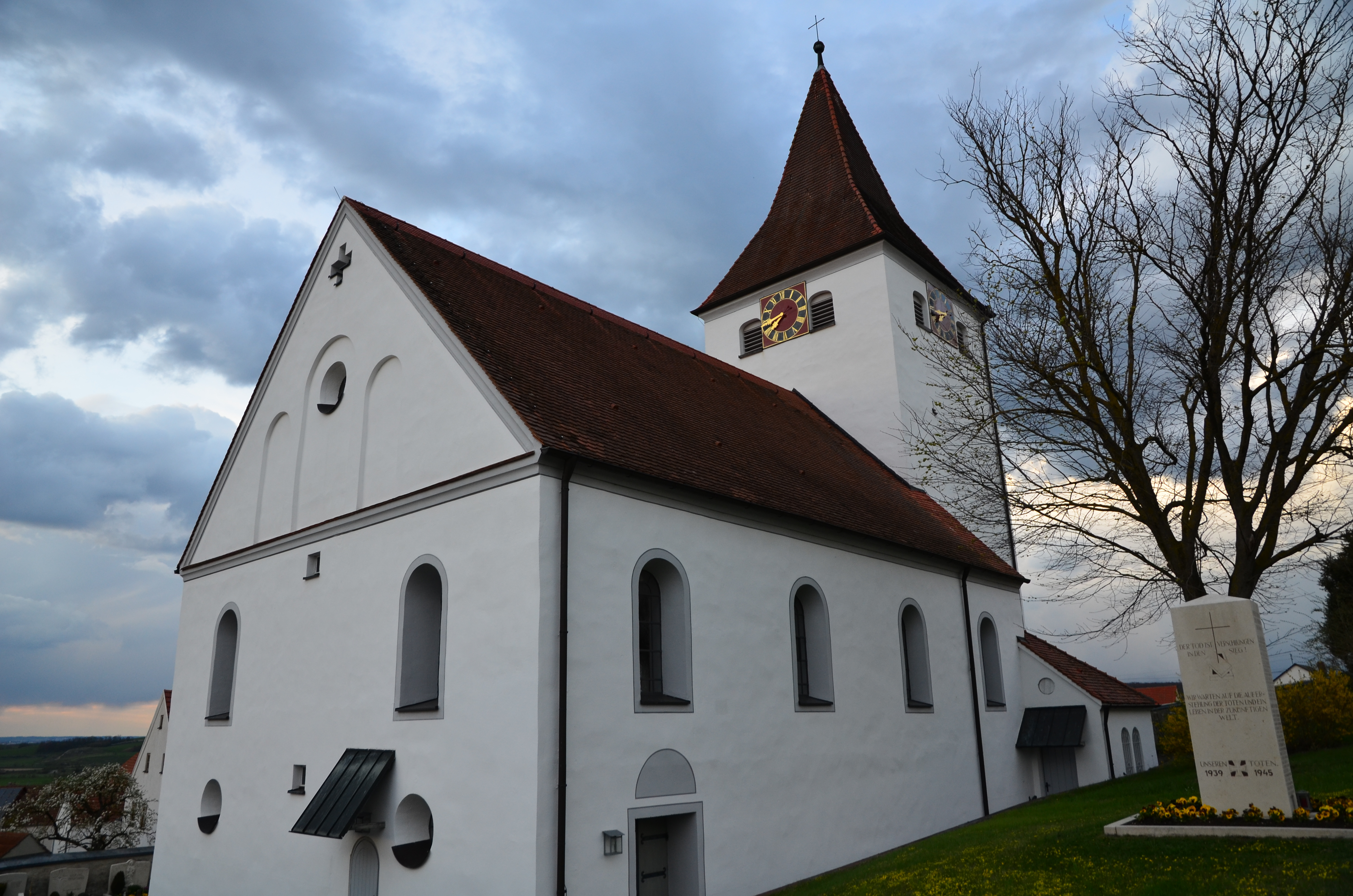
St. Gallus in Großsorheim

Die evangelisch-lutherische Filialkirche St. Gallus steht in Großsorheim, einem Stadtteil von Harburg im Landkreis Donau-Ries im Regierungsbezirk Schwaben in Bayern. Das Bauwerk ist in der Liste der Baudenkmäler in Harburg als Baudenkmal unter der Nr. D-7-79-155-48 eingetragen. Die Pfarrei gehört zum Dekanat Donau-Ries im Kirchenkreis Augsburg der Evangelisch-Lutherischen Kirche in Bayern.

## Beschreibung
Die Saalkirche besteht aus einem Chorturm, der im Kern im 15. Jahrhundert gebaut wurde, und einem neuromanischen Langhaus, das an ihn 1922/23 nach einem Entwurf von Gustav von Bezold nach Südwesten angebaut wurde, nachdem das zu kleine des Vorgängerbaus 1922 abgebrochen wurde. Das aufgestockte, oberste Geschoss des Chorturms beherbergt die Turmuhr und den Glockenstuhl mit drei Kirchenglocken. Darauf sitzt ein spitzer Helm. Die Sakristei wurde an der Südostwand des Chorturms angebaut. 
Im erhöhten Chor, das heißt im Erdgeschoss des Chorturms, befindet sich der Altar, der von einem lebensgroßen Kruzifix dominiert wird. Die Orgel von 1768 befand sich schon im Vorgängerbau.